# Miha Lokar
Miha Lokar, slovenski košarkar, * 10. september 1935 (ali 1934), Celje.
Lokar je za Jugoslavijo nastopil na Poletnih olimpijskih igrah 1960 v Rimu, kjer je s košarkarsko reprezentanco osvojil šesto mesto. Kot član reprezentance je osvojil srebrno medaljo na Evropskem prvenstvu 1961. Bil je dolgoletni član KK Olimpija.